# District de Gadchiroli
Le district de Gadchiroli (Marathi: गडचिरोली जिल्हा )  est un district de la division de Nagpur, dans l'état du Maharashtra en Inde.

## Population
Le district a une population de 1 072 942 habitants en 2011.
Son chef-lieu est Gadchiroli.